# Ctenitis lanceolata
Ctenitis lanceolata är en träjonväxtart som först beskrevs av Bak., och fick sitt nu gällande namn av Alan Reid Smith. Ctenitis lanceolata ingår i släktet Ctenitis och familjen Dryopteridaceae. Inga underarter finns listade.